# Sattelmilbe
Die Sattelmilbe (Hydryphantes ruber) ist eine auffällige Art aus der Überfamilie der Süßwassermilben (Hydrachnellae).
Die Sattelmilbe ist auffällig rot gefärbt. Die Rückendecke ist hinter den Augen zu einer trapezförmigen Fläche mit auslaufenden Zipfeln verdickt. Auf dem Rücken befinden sich außerdem vier Paar Haarknöpfe. Die Palpen sind kurz und dünn. Auffällig ist das breitbeinige Schwimmen der Tiere.
Die Tiere leben in stehenden Gewässern, die nicht selten phasenweise austrocknen. Im Sommer findet man sie im austrocknenden Schlamm unter Laub. Es handelt sich hierbei um die häufigste der 15 Hydryphantes-Arten.